# British Salt
British Salt Limited je britanska solana koja se bavi proizvodnjom različitih vrsta soli. Tvrtka je sa sjedištem u Middlewichu, ima 125 zaposlenih te godišnju proizvodnju od 800.000 tona čiste bijele soli.

## Povijest
British Salt je u svojoj povijesti često mijenjao vlasnike. Solana je najprije bila u vlasništvu domaće tvrtke Stavely Industries. Nakon toga ju 2000. godine kupuje američki US Salt Holdings LLC za 80 milijuna funti. Poslije sedam godina, solanu otkupljuje LDC koji je pritom investirao u nju 35 milijuna funti. 2010. godine je Tata Chemicals Europe (bivši Brunner Mond) za nepoznati iznos postao vlasnikom lokalne solane British Salt kako bi se osigurao opskrbni lanac i stvorila sinergija kojom bi se smanjili troškovi prijevoza. Budući da je Brunner Mond u to vrijeme bio u vlasništvu Tate Chemicals, solana British Salt je postao članicom indijskog konglomerata Tata Group.
Sam British Salt je 2005. godine kupio lokalnu tvrtku New Cheshire Salt Works Limited (NCSW Limited) a cijelu transakciju je odobrila britanska Komisija za zaštitu tržišnog natjecanja.

## Proizvodnja
Solana vadi sol iz slojeva zemlje dubokih 180 metara. U iskopane bušotine se pušta voda koja topi sol te se salamura diže na površinu, a netopivi ostaci padaju na dno. Takva salamura se nakon toga pomoću cijevu pumpa direktno prema postrojenju. Ondje se vrši pročišćavanje slane vode te se procesom isparavanja proizvodi čista sol. Procjenjuje se da u Middlewichu postoje rezerve dostatne za sljedećih 200 godina.

## Proizvodi
British Salt se bavi proizvodnjom različitih vrsta soli:
- kuhana sol
- industrija sol (sol za potrebe kemijske, prehrambene i tekstilne industrije te industrije kože)
- sol za potrebe proizvodnje stočne hrane
- sol za omekšivanje vode
- sol za odleđivanje (nakon što je početkom 2009. godine Britaniju zadesilo neočekivano loše vrijeme,[2] solana je opskrbljivala zemlju s lošom solju koja se koristila za odleđivanje cesta).

## Vanjske poveznice
- Službena web stranica tvrtke  Arhivirana inačica izvorne stranice od 4. rujna 2013. (Wayback Machine)
- Grand plan for salt works